# Шебинкарахисар
Шебинкарахисар или Шабанкарахисар (на турски: Şebinkarahisar; на гръцки: Νικόπολη) е град в Република Турция, във вилает Гиресун. Населението на града е 11 599 жители (2008).

## История
При избухването на Балканската война в 1912 година 20 души от Шебинкарахисар са доброволци в Македоно-одринското опълчение.

## Личности
Родени
- Торос Тороманян (1864 – 1934), арменски архитект
- Андраник Озанян (1865 – 1927), арменски революционер и военен
- Агоп Алебрета (Амбрете), 27-годишен, македоно-одрински опълченец, Солунски доброволчески отряд[2]
- Агоп Ампарсун, 32-годишен, македоно-одрински опълченец, обущар, VІІ клас, 4 рота на 13 кукушка дружина[3]